# Histiophryne cryptacanthus
Histiophryne cryptacanthus es un pez que pertenece a la familia Antennariidae; se les llama comúnmente peces sapo o ranisapos. Habitan en aguas que van desde Taiwán hasta la parte sur de Australia. Se estima que hay 75 ejemplares conocidos. Posee un apéndice diminuto en su frente.
Esta especie marina fue descrita por primera vez por Weber en 1913.

### Lectura recomendada
- Kuiter, R.H. and T. Tonozuka (2001) Pictorial guide to Indonesian reef fishes. Part 1. Eels- Snappers, Muraenidae - Lutjanidae., Zoonetics, Australia. 302 p.